# Dbndns
dbndnsは、Debian Projectが保守しているDNSサーバソフトウェアパッケージ。パブリックドメイン化されたdjbdnsからのフォークで生まれ、IPv6サポートなどの改良が加えられている。
djbdnsがパブリックドメイン化される以前は、そのライセンス条件のため、Debianではdjbdns-installerというパッケージを用いて間接的にインストールする方式を採っていた。djbdns-installerは、djbdnsのソースを作者のサイトからダウンロードし、パッチを適用した後コンパイル、インストールを行うもので、コンパイルのためgcc等を必要とした。
今日ではバイナリdebパッケージが提供されている。
dbndnsはUbuntuにも収録された。

## フォークの理由
フォークの理由は次のサイトで示されている。
“Please include common djbdns patches”. 2009年6月3日閲覧。